# Neil Ritchie
General Sir Neil Methuen Ritchie, GBE, KCB, DSO, MC, KStJ (29. juli 1897 – 11. december 1983) var en højtstående britisk hærofficer under 2. verdenskrig.

## Militær karriere
Efter at have gået på Lancing og Sandhurst begyndte Ritchie's militære karriere i 1914 da han blev udnævnt til officer i Black Watch regimentet. Under 1. verdenskrig gjorde han tjeneste i Frankrig, hvor han fik Distinguished Service Order i 1917, og under Felttoget i Mesopotamien hvor han fik Military Cross i 1918, for "et fint eksempel på kølighed, mod og fuldstændig ignorering af fare".
Ved starten på 2. verdenskrig var Ritchie blevet brigadegeneral, og var involveret i evakueringen fra Dunkerque. Han havde stabsposter under general Wavell, Alanbrooke og Auchinleck og havde en høj stjerne hos dem alde. Det var Auchinleck som gav ham den højeste post i felten, som chef for den britiske 8. armé i november 1941, efter at general Alan Cunningham var blevet fjernet fra posten.
Ritchie havde det uheld at have sin højeste post i den tidlige del af krigen, mens det gik dårligt for de britiske styrker. Den 8. arme i Nordafrika var den eneste britiske landstyrke, som var i krig mod tyskerne i hele verden. Efter nogle tidlige sejre over italienerne blev briterne trængt tilbage efter ankomsten af Afrikakorpset under Erwin Rommel. Det var oprindelig meningen at Ritchie skulle lede 8. armé midlertidigt indtil en passende chef var blevet udnævnt, men det endte med at han havde ledelsen af 8. armé i over seks måneder. Han havde kommandoen under slaget om Gazala i maj-juni 1942 hvor det ikke lykkedes Ritchie at holde kontrol over hæren, og briterne blev slået eftertrykkeligt og mistede havnen Tobruk. Han blev fyret af Auchinleck den 25. juni 1942 inden det første slag om el-Alamein.
Det antages ofte, at Auchinleck udpegede Ritchie, en forholdsvis lavtrangerende general, for selv at kunne styre slaget som øverstkommanderende i Mellemøsten. Ritchie fik meget kritik både under og efter krigen for ikke at have stoppet Rommel. Siden er der flere, som har forsvaret ham ikke mindst Feltmarskal Lord Carver.
Efter at være blevet fjernet som chef for 8. armé blev Ritchie kommandant for 52. infanteridivision i Storbritannien og senere 12. korps under Operation Overlord og felttoget i Nordvesteuropa. Det faktum at Ritchie igen fik en overordnet post i feltet efter sin afsked, i modsætning til sin forgænger i 8. armé generalløjtnant Cunningham, afspejler den høje anseelse han havde ved chefen for imperiets generalstab, Alan Brooke.
Efter krigen blev Ritchie i hæren som øverstkommanderende for den skotske kommando og guvernør på Edinburgh Castle i 1945 og senere som øverstkommanderende for de britiske landstyrker i Fjernøsten i 1947.
Fra december 1948 til hans pensionering fra hæren havde han en ceremoniel stilling som kongens Aide-de-Camp General og fra september 1950 var han oberst for Black Watch, hans gamle regiment. Efter sin pensionering flyttede han til Canada hvor han blev direktør for det canadiske datterselskab af Tanqueray Gordon & Co. og i 1954 blev bestyrelsesformand for Mercantile & General Reinsurance Co. of Canada. Han døde i en alder af 86 år Toronto.